# 藤原栄子
藤原 栄子（ふじわら えいこ、1948年7月26日 - ）は、日本の女性漫画家。静岡県浜松市出身。

## 概要
高校生の時から横山まさみちが主催する横山プロダクションに所属し、高校1年生の1965年（昭和40年）に短編でデビュー。1967年（昭和42年）には単行本『三つの愛の物語』を発表した。師匠である横山まさみちは、彼女の才能を絶賛している。
その後、集英社の『マーガレット』を中心に作品を掲載し、人気作家の一人となった。
1974年（昭和49年）には小学館の学年別学習雑誌に『うわさの姫子』シリーズの連載を開始、10年以上掲載され彼女の代表作となった。平成になってからは作品数が激減し、『姫子』シリーズの続編を単発的に発表するに留まっている。

## 作品リスト
- ただいまの記録2分20秒5
- チビでも選手
- 彼女はミセス
- うわさの姫子
- おはよう姫子
- 魔法少女ララベル（単行本未収録）
- フラッシュ★バニー
- ローマよさようなら
- ハーレムはおことわり！
- 聖女はおいや？
- スマッシュナナちゃん
- ラケットえっちゃん